# Apollo Computer
Apollo Computer Inc. wurde 1980 in Chelmsford (Massachusetts) von William Poduska (ebenfalls einer der Gründer von Prime Computer) gegründet. Apollo war einer der ersten Hersteller von grafischen Workstations. Die in den 1980er Jahren entwickelte und produzierte grafische Apollo/Domain-Workstationserie erlangte eine enorme Marktbedeutung, vergleichbar mit den Produkten der damals sehr bedeutenden Symbolics oder Sun Microsystems. Auch heute sind die Nachfolger der legendären Apollo-Maschinen noch am Markt. Ende der 1980er Jahre übernahm Hewlett-Packard Apollo und führte deren Entwicklungen und Techniken mit eigener Technik zusammen. Hieraus entstanden die bekannten HP-UX-basierten Workstations und Server der HP Apollo 9000 Serie 400, später die Serien 700 und 800.
Schon ein Jahr nach der Firmengründung 1981 präsentierte Apollo seine auf dem Motorola 68000 basierende Workstation DN100. Das Apollo-eigene Betriebssystem nannte sich zunächst Aegis und später Apollo Domain/OS. Aegis war ein eigenständiges Betriebssystem. Erst Ende der 1980er Jahre wurde es POSIX-konform erweitert. Große Teile des Betriebssystems waren nicht wie sonst üblich in C geschrieben, sondern in einer hauseigenen Version von Pascal.
Neben den Motorola-680xx-basierten Systemen entwickelte Apollo auch eigene Hardware wie die DSP160 (ab 1984), eine auf eigener 32-Bit-Bit-Slice-CPU basierende Workstation. Später entstand auch die DSP10000 (ab 1988), ein System, das auf einer der ersten verfügbaren RISC-Implementierungen basierte, der PRISM-CPU, welche auch teilweise Pate für die PA-RISC-CPUs von Hewlett-Packard gestanden haben soll. Dennoch dominierten bis zur Übernahme von Apollo Computer durch Hewlett-Packard nach wie vor die Motorola-basierten Systeme.
Zwischen 1980 und 1987 galt Apollo sogar als der größte und bedeutendste Hersteller von vernetzten Workstations. Erst ab 1987 hatten die heute bekannteren Firmen Digital Equipment Corporation und Sun Microsystems höhere Marktanteile und Apollo nur noch den dritten Platz – aber immerhin noch vor Hewlett-Packard und IBM.
Ende der 1980er Jahre geriet Apollo vor allem durch falsches Management (Währungs- und andere Spekulationen) in finanzielle Schwierigkeiten. Zudem gingen die Verkaufszahlen zurück. Daher konnte Hewlett-Packard 1989 Apollo Inc. für 475 Mio. US-Dollar übernehmen. Zunächst wurden die Motorola-basierten Apollo-Workstations weitestgehend unverändert und parallel zu der HP-eigenen Serie 300 als Serie HP Apollo 400 vermarktet. In der Folge wurde die getrennte Vermarktung von Apollo-Produkten aber eingestellt und in die Produktlinien von Hewlett-Packard, wie die HP 9000 Serie 700 und 800, integriert.